# Cheilea cicatricosa
Cheilea cicatricosa là động vật thân mềm chân bụng sống ở biển trong họ Hipponicidae.